# Mirante da Serra
Mirante da Serra is een gemeente in de Braziliaanse deelstaat Rondônia. De gemeente telt 12.363 inwoners (schatting 2009).